# ジョニー・スウィンガー
ジョニー・スウィンガー（Johnny Swinger、1975年7月3日 - ）は、アメリカ合衆国のプロレスラー。
ニューヨーク州バッファロー出身。本名、ジョセフ "ジョー" ドルガン（Joseph "Joe" Dorgan）。
WWWF世界タッグ王者だったトニー・パリシの大甥にあたる。

## 来歴
オンタリオ州トロントでトレーニングを開始し、1993年にはリングネームをジョニー・パラダイス（Johnny Paradise）としてインディー団体で活動するようになる。しかし、同名のレスラーが他にいることを知り、ジョニー・ハリウッド・スウィンガー（Johnny Hollywood Swinger）へと変更。ボーダー・シティ・レスリング（Border City Wrestling）ではスコット・ダモールと共にヒールとして活動するようになる。1995年にはWWFで本名で活動するようになり、RAWに出場した際にはシェーン・ダグラスと対戦している。
1996年からWCWにてジョニー・スティンガー（Johnny Swinger）のリングネームで活動するようになり、WCW Saturday NightやWCW World Wideに出場するようになる。3年間活動後に離脱し、ECWにてスウィンガー（Swinger）のリングネームでサイモン・ダイアモンドとのタッグを組んで2001年4月まで活動した後に再びWCWへ戻っている。WCW復帰後はクルーザー戦線で活動するもWCWはWWFに買収されてしまい、契約するに至らなかった為に活動の場をインディー団体へと戻した。
2003年にはワールド・レスリング・オールスターズ（World Wrestling All-Stars）に参戦。7月にはサイモン・ダイアモンドと共にTNAに参戦してアメリカン・モスト・ウォンテッドと抗争し、NWA世界タッグ王座を奪取した。2004年2月にはダイアモンドとのタッグを解消してジェフ・ジャレットと結託。そしてグレン・ギルバーティ、ヴィトー、トリニティと、イタリア系ユニットのニューヨーク・コネクション（The New York Connection）を結成した。
2005年5月にWWEと契約し、オハイオ・バレイ・レスリング（Ohio Valley Wrestling）でのトレーニングを経て、7月にSunday Night Heatにて、彼の大叔父であるトニー・パリシにあやかったジョニー・パリシ（Johnny Parisi）のリングネームでデビュー。デビュー後、Heatで活動するようになるが、9月に負傷したために下部組織であるディープ・サウス・レスリング（Deep South Wrestling）に降格し、12月に復帰するも2006年6月に解雇された。
WWE解雇後、グレート・チャンピオンシップ・レスリング（Great Championship Wrestling）を中心にインディー団体で活動するようになり、ブル・ブキャナンと長期抗争を展開した。
2012年には古巣であるBCWやNWA加盟団体であるNWAアクションに参戦する傍ら、リック・スタイナーがジョージア州ケネソーにて主宰しているトレーニングジムであるハード・ノックス・ジムにトレーナーとして就任した。
2013年3月、TNAのワンナイトオンリーPPVである10リユニオンとハードコア・ジャスティスに参戦している。

## その他
- 家族にはスーザンという妻がおり、息子と娘がいる。

## 得意技
ロング・アイランド・レッグスイープ
ハーフネルソン式ロシアン・レッグ・スウィープ
スウィング・ティング
コブラクラッチ式ロシアン・レッグ・スウィープ
シャフト
DDT
スウィンガー・スティンガー
ショルダー・ジョーブリーカー
- スイング式ネックブリーカー

## 獲得タイトル
BCW（Border City Wrestling）
- BCW Can-Amヘビー級王座 : 2回
- BCW Can-Amタッグ王座 : 2回（w / スコッティ・サマーズ、オーティス・アポロ）

CAPW（Cleveland All-Pro Wrestling）
- CAPW北アメリカヘビー級王座 : 1回

EWF（Elite Wrestling Federation）
- EWFタッグ王座 : 1回（w / スコット・ダモール）

GCW（Georgia Championship Wrestling / Great Championship Wrestling）
- GCWヘビー級王座 : 5回
- GCWタッグ王座 : 2回（w / グレン・ギルバーティ、バリー・ブキャナン）

MXPW（Maximum Pro Wrestling）
- MXPWタッグチーム王座 : 1回（w / サイモン・ダイアモンド）

MCW（Motor City Wrestling）
- MCWタッグチーム王座 : 2回（w / ジョニー・パラダイス）

NWA Main Event
- NWAミッド・アメリカ・ヘビー級王座 :1回

TNA
- NWA世界タッグチーム王座 : 1回（w / サイモン・ダイアモンド）

UCW（Universal Championship Wrestling）
- UCW世界王座 : 1回